# Mecoris ungaricus
Mecoris ungaricus is een keversoort uit de familie Rhynchitidae. De wetenschappelijke naam van de soort is voor het eerst geldig gepubliceerd in 1783 door Herbst.